# Robert Sternberg
Robert Sternberg (Newark, 8 dicembre 1949) è uno psicologo statunitense.
Si tratta di uno dei maggiori studiosi attuali dell'intelligenza e dello sviluppo cognitivo.
Ha pubblicato oltre un migliaio di scritti, tra articoli su riviste e quotidiani, e diversi libri, alcuni dei quali tradotti anche in italiano.

## Il modello tripartito dell'intelligenza
Uno dei maggiori contributi di Sternberg alla psicologia cognitiva è senza dubbio la sua concezione secondo la quale l'intelligenza si esprime attraverso tre modalità fondamentali: analitica, creativa e pratica.
- L'intelligenza analitica comprende la capacità di analizzare, scendendo nei dettagli, di valutare, di esprimere giudizi, operare confronti tra elementi diversi.
- L'intelligenza creativa, legata all'intuizione, si realizza nella capacità di inventare, di scoprire, di immaginare, di affrontare con successo situazioni nuove per le quali le conoscenze e le abilità esistenti si mostrano inadeguate.
- L'intelligenza pratica comprende invece la capacità di utilizzare strumenti, applicare procedure e porre in atto progetti, ecc.

## La "scala triangolare dell'amore"
Fra il 1986 e il 1988 Sternberg ha proposto un modello trifasico anche nelle relazioni di coppia: la Triangular Love Scale o Triangular Theory of Love [Scale]. Secondo tale teoria le tre parti che definiscono l'amore sono rappresentate graficamente ai vertici di un triangolo che quindi varia di forma a seconda degli aspetti relativi, l'equilibrio di coppia viene a essere rappresentato dalla similitudine dei due triangoli.
Le tre componenti dell'amore sono:
- la passione (psicologia) (passion) caratterizza l'attrazione fisica e l'innamoramento,
- l'intimità (intimacy) definisce lo stadio di attaccamento e legame emotivo reciproco,
- l'impegno (commitment) è proprio della fase razionale in cui ciascuno s'impegna a vivere con la persona amata e decide di non prendere in considerazione altre opzioni.[4]